# Parentalité
« Parentalité » est un néologisme datant de la fin du XXe siècle, issu de la sphère médico-psycho-sociale, pour définir la parenté, la fonction d’être parent dans ses aspects juridiques, politiques, socio-économiques, culturels et institutionnels.
La parentalité se complexifie dans le cadre des familles recomposées, des familles pluriparentales, des foyers monoparentaux ; la parenté traditionnelle se complète au travers de la beau-parentalité, de la parentalité adoptive, de l’homoparentalité, de la procréation médicalement assistée qui spécifie le statut de parent biologique et de parent social. Cela conduit à un certain vide juridique et donne lieu à de nombreuses interrogations d'ordre juridique, comme la question de l'autorité parentale.

## Champs d'application

### Généralité
La notion de parentalité, rattachée à celle de la famille, évolue dans le temps et diffère en fonction des sociétés.. Elle a été d'abord utilisée par certaines disciplines des sciences humaines, comme l'anthropologie (fonctions parentales), la psychanalyse (lien psychique) et la sociologie (formes familiales), avant de passer dans le langage courant à partir des années 1980. Plusieurs approches cliniques et sociologiques ont été développées à son égard, qu'il s'agisse du groupe Houzel, de Catherine Sellenet, de Claude Martin  ou de Gérard Neyrand. Le sociologue Pascal Gaberel, à partir d’une analyse des indicateurs statistiques des risques et du bien-être de l’enfant en Amérique du Nord depuis les années 1990, a montré les états successifs de la controverse sur le bien-être de l’enfant, qui définit les normes de la bonne parentalité, et qui se poursuit encore aujourd’hui.
Dans l’ensemble de ce qui a été écrit sur la parentalité on peut souligner les travaux basés dans un premier temps sur des études de cas puis sur une première tentative de conceptualisation de la parentalité d’un groupe de recherche sous la direction du pédopsychiatre et psychanalyste Didier Houzel dont les conclusions ont été retranscrites dans « Les enjeux de la parentalité », suivi vingt ans plus tard par le travail du groupe dirigé par le sociologue Claude Martin, publié sous le titre Accompagner les parents dans leur travail éducatif et de soins. Un état de la question.
La parentalité se définirait selon trois axes nommés l’axe de l’exercice, l’axe de l’expérience et l’axe de la pratique de la parentalité.
- L’axe de l’exercice de la parentalité peut se définir comme se rapprochant du domaine juridique puisqu'il regroupe l’ensemble des droits et des devoirs qui se rattachent à la fonction parentale et à la filiation, à titre d’exemples on peut citer l’autorité parentale ou encore la transmission du nom.
- L’axe de l’expérience de la parentalité pourrait être qualifié d’axe du ressenti de la parentalité, il est en effet intimement lié à l’affect. Il souligne l’importance du décalage entre l’enfant imaginaire et l’enfant réel et son incidence sur le fait de se sentir ou non parent d’un enfant.
- L’axe de la pratique de la parentalité se définit par l’ensemble des actes de la vie quotidienne de l’enfant : alimentation, éducation, soins… Cet aspect de la parentalité peut être délégué à une tierce personne dans le cas de placement de l’enfant notamment.

De ce point de vue là ce concept en trois axes exposé précédemment pose les fondations de l’idée d’accompagnement à la parentalité pour les parents qui éprouveraient des difficultés dans l’exercice d’un des trois axes. Des parents pourraient en effet avoir totalement les moyens de subvenir aux besoins de leur enfant (axe de la pratique) mais être défaillants dans les échanges affectifs avec celui-ci (axe de l’expérience) et une aide plus personnalisée pourrait leur être proposée.

### Partage de l’autorité et structure familiale
Dans les lois, du législatif, la parentalité et la coparentalité, sont des termes utilisés dans le domaine du partage juridique de l’autorité parentale[incompréhensible]. La Commission nationale consultative des droits de l'homme définit la parentalité par ses aspects juridiques, avec les devoirs des parents et leurs droits relatifs à l'autorité parentale et à la filiation.
Dans le champ sociologique il décrit plutôt les nouvelles formes de conjugalités et de vies familiales. C’est donc plutôt au sens de structures familiales qu’il faut alors l’entendre. On parle désormais de famille monoparentale, de famille homoparentale et même de famille pluriparentale dans le cas des familles recomposées. Il peut aussi désigner un mode de filiation (parentalité adoptive…) ou la situation des parents à l'arrivée d'un enfant (parentalité tardive).

### Action et travail social
Dans le champ de l’action politique et sociale vers les familles (« aides matérielles et financières à la parentalité »), la parentalité est un équivalent du mot « famille », ou, plus précisément, il vient quelque peu supplanter celui-ci dans la visée politique de gestion de la famille dans la constitution de ce que Gérard Neyrand désigne comme un dispositif de parentalilté.
Dans le domaine éducatif, le terme de parentalité englobe les pratiques éducatives destinées aux enfants, avec un souci de prévention de la maltraitance et de promotion d'une bien-traitance. Le paradoxe est que ces différents volets s'imposent à tout adulte chargé d'enfant sans qu'aucun lien de famille ne soit nécessaire pour les rendre souhaitables envers l'enfant. L'éducation parentale permet d'améliorer ces compétences.
Le concept de parentalité en travail social (Didier Houzel) :
Du point de vue des travailleurs sociaux, les travaux pour définir précisément le terme de parentalité sont nombreux et ce particulièrement depuis le début des années 1990. On peut en effet remarquer que l’utilisation de plus en plus fréquente de ce terme par les différents professionnels du travail social a suscité de multiples interrogations quant à la définition véritable de la parentalité dans ce domaine.
Dans un rapport de la conférence des ministres européens chargés des affaires familiales de mai 2006, « La parentalité positive dans l'Europe contemporaine », il est précisé : « Concernant la terminologie, le rapport désigne par le terme de « parentalité » non seulement les activités des parents biologiques, mais aussi celles des personnes qui ne sont pas les parents de l’enfant mais participent à sa prise en charge et à son éducation. En un sens, les mots « parentalité » et « parents » sont utilisés ici comme une sorte de raccourci englobant toutes les activités et les personnes liées au fait d’élever un enfant. »

### Enjeux cliniques
Dans les champs psychiatrique et psychologique, le terme est utilisé pour désigner le processus qui permet à une femme ou à un homme de devenir parent, c'est-à-dire de se reconnaître soi-même dans son rôle et sa place de parent, de manière à pouvoir reconnaître son enfant dans son altérité. M. Lamour, psychiatre clinicien, a beaucoup travaillé sur cette notion et sur ces enjeux, la définissant comme un « processus maturatif garant de la santé mentale des générations futures ».

## Quelques définitions
Selon une définition donnée en 2004 par le Centre Local de Promotion de la Santé (CLPS) de Huy-Waremme, la parentalité est « l’ensemble des savoir-être et savoir-faire qui se déclinent au fil des situations quotidiennes en paroles, actes, partages, émotions et plaisirs, en reconnaissance de l’enfant, mais également, en autorité, exigence, cohérence et continuité ». Cette définition décrit l’ampleur de la tâche et les difficultés auxquelles les parents et futurs parents devront faire face. L'éducation parentale vise à renforcer et améliorer ces compétences.
L'article 18 de la Convention internationale des droits de l'enfant conforte le principe selon lequel les deux parents ont la responsabilité commune d'assurer l'éducation et le développement de l'enfant. Le père et la mère d’un enfant seraient ceux qui s’engagent à assumer prioritairement et principalement ces responsabilités, celles attachées à la parenté et dans le lien de filiation. Le droit ne permet pas de passer de la parenté à la parentalité, mais le concept de parentalité est étendu à toute personne ayant charge d'enfant, y compris les structures de prévention et de promotion de la santé afin d’améliorer l’environnement des familles et les actions de la parenté au bénéfice de l’enfant.

## Pour approfondir